# Chrysotimus ambiguus
Chrysotimus ambiguus är en tvåvingeart som beskrevs av Octave Parent 1932. Chrysotimus ambiguus ingår i släktet Chrysotimus och familjen styltflugor. Inga underarter finns listade i Catalogue of Life.